# Kodachrome (film)
Kodachrome è un film del 2017 diretto da Mark Raso.
Il film è liberamente ispirato a un articolo scritto dal giornalista A.G. Sulzberger pubblicato sul New York Times.

## Trama
Matt Ryder lavora come dirigente esecutivo per una casa discografica, ma rischia di perdere il lavoro dopo che la band più importante decide di firmare con un'altra etichetta. Un giorno Zooey Kern, la badante di suo padre, si presenta nel suo ufficio per comunicargli che il padre Ben, famoso fotografo, è malato terminale.  Nonostante i due non si parlino da 10 anni a causa dell'infedeltà di Ben oltre alla sua noncuranza come padre, Ben vuole che suo figlio lo accompagni a Parsons in Kansas, dove si trova "Dwayne's Photo", l'ultimo laboratorio rimasto a sviluppare pellicole Kodachrome. L'ultimo desiderio di Ben è proprio quello di sviluppare una serie di vecchie pellicole, ma il laboratorio chiuderà tra poche settimane poiché la Kodak ha smesso di produrre i chimici necessari per sviluppare le pellicole.
All'inizio Matt rifiuta, ma quando il manager di suo padre gli organizza un incontro con gli Spare Sevens, una band che Matt cerca di portare nella propria etichetta, questo cambia idea. Padre e figlio iniziano dunque il viaggio verso il Kansas con Zooey, ma si presentano subito i primi attriti quando Ben getta dall'auto il GPS, insistendo di voler prendere le strade secondarie per poter fotografare e godere del paesaggio. Il gruppo si ferma per una breve visita in Ohio, dove abita il fratello di Ben, Dean, che, assieme alla moglie Sarah, si è preso cura di Matt dopo la morte della madre. Durante la visita Matt e Zooey si conoscono meglio e condividono storie sui loro matrimoni falliti. Il mattino dopo i due vengono svegliati da Ben che è caduto nel bagno e ha bisogno di aiuto per rialzarsi. Poco dopo a colazione, Ben rivela che lui e Sarah si frequentavano prima che lei incontrasse il fratello e ciò fa innervosire i due.
Arrivato a Chicago, Matt ha l'occasione di incontrare gli Spare Sevens e seguendo i consigli del padre non si sofferma su quanto siano bravi ma piuttosto su ciò che sta rovinando il loro modo di fare musica e il motivo per cui la band ha bisogno del suo aiuto per riemergere. Jasper, il frontman della band, e gli altri componenti sembrano convinti a stringere un accordo grazie alla sfacciataggine di Matt fino a quando non prendono in giro Ben per un problema di incontinenza; Matt dice alla band che anche se perderà il lavoro per causa loro, non vuole lavorare con gente come loro e li abbandona per andare ad aiutare il padre.
Nel frattempo all'hotel Ben è deluso dal figlio che non è riuscito a siglare l'accordo. Zooey si arrabbia, spiegando all'uomo che il figlio ha compromesso la propria carriera per difenderlo e viene licenziata da Ben. Successivamente Zooey raggiunge Matt in un bar dove entrambi bevono per "festeggiare" i loro recenti licenziamenti prima di trascorrere la notte insieme. La mattina dopo Zooey abbandona Matt e prima di partire per New York gli spiega che la notte prima è stata uno sbaglio e che il motivo del suo divorzio è stata la sua infedeltà e non quella del marito. Matt va a controllare suo padre e lo trova privo di sensi per terra, così lo fa trasportare d'urgenza in ospedale. I dottori dicono a Matt che il cancro del padre non può più essere curato e che l'uomo non può più reggere il peso del viaggio, perciò verrà tenuto in ospedale fino alla morte. La notte, Ben non riesce a caricare la pellicola sulla fotocamera e, dopo aver ricevuto l'aiuto del figlio, rivela a Matt che gli vuole bene e gli dispiace di non esser stato un bravo padre.
Il giorno successivo, Matt fa uscire Ben dall'ospedale per portarlo fino a Parsons, nonostante ciò richieda di guidare giorno e notte senza sosta per arrivare in tempo al laboratorio. Arrivati da Dwayne's i due lasciano le pellicole da ritirare il giorno seguente e, mentre ritornano nella loro camera in hotel, Ben viene riconosciuto da molti fotografi famosi che gli chiedono una foto insieme e uno gli rivela di aver iniziato la propria carriera grazie a lui. Mentre sono nella camera d'hotel Ben muore.
In breve tempo il suo manager Larry arriva per organizzare il funerale. Dwayne consegna le pellicole a Matt che le offre a Larry ma questo le rifiuta poiché l'ultima volontà di Ben era che il figlio le avesse per organizzare una mostra. Tornato nella casa del padre, Matt carica le diapositive in un proiettore e finalmente ha davanti a sé le foto scattate dal padre, che mostrano diverse scene dell'infanzia del figlio assieme al padre e alla madre. Infine arriva Zooey che chiede a Matt se abbia voglia di compagnia e i due rimangono insieme a guardare le diapositive.

## Distribuzione
Il film è stato presentato al Toronto International Film Festival nel 2017. Poco dopo, Netflix ha acquisito i diritti per la distribuzione del film e lo ha reso disponibile sulla propria piattaforma digitale di streaming il 20 aprile 2018.

## Critica
Il film non è stato particolarmente apprezzato e, nonostante sull'aggregatore di recensioni Rotten Tomatoes il film abbia ottenuto il 72% di recensioni professionali con un voto medio di 6,2 su 10 basato su 46 critiche, l'opinione dei recensori è che "Kodachrome acquisisce maggiore tonalità grazie all'interpretazione di Ed Harris, che da sola riesce a ravvivare una prevedibile storia complicata tra padre e figlio". Su Metacritic ha un punteggio di 57 su 100 basato su 17 recensioni che lo giudicano un "mix di classici luoghi comuni".